# Motoshima Hitoshi

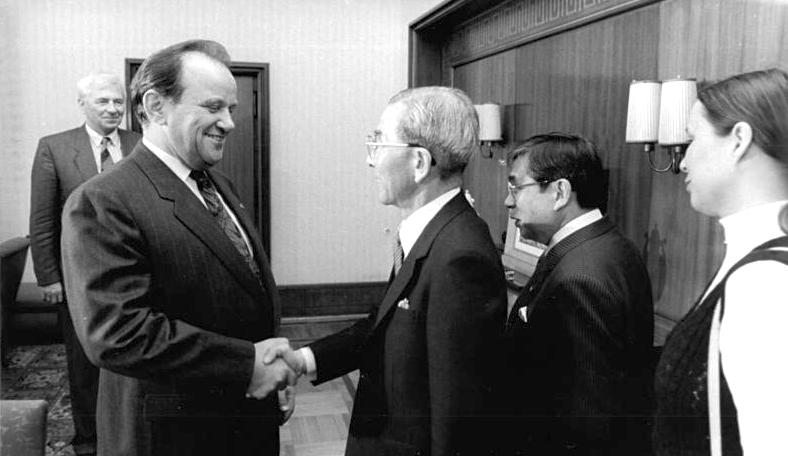
Motoshima Hitoshi (r.) und Araki Takeshi (M.) treffen den Ost-Berliner Oberbürgermeister Erhard Krack (l.)

Motoshima Hitoshi (jap. 本島 等; * 20. Februar 1922 in Shinkamigotō, Präfektur Nagasaki; † 31. Oktober 2014) war ein japanischer Politiker und vom 2. Mai 1979 bis zum 1. Mai 1995 Bürgermeister von Nagasaki.

## Leben
Motoshima wurde 1922 in Shinkamigotō, einer Stadt im Landkreis Minamimatsura, in einer Familie „heimlicher Christen“ (Kakure Kirishitan) geboren. Während des Zweiten Weltkrieges wurde er aufgrund seiner Zugehörigkeit zum Christentum der Spionage verdächtigt.
Motoshima studierte an der Universität Kyōto, graduierte jedoch erst im Alter von 27. Im Anschluss war er als Lehrer tätig, bevor er in die Politik wechselte. Nachdem er 20 Jahre Mitglied des Parlaments der Präfektur Nagasaki war, wurde er 1979 zum Bürgermeister der Stadt Nagasaki gewählt. Während seiner Amtszeit als Bürgermeister war Motoshima Vorsitzender des Verbandes der Liberaldemokratischen Partei in der Präfektur Nagasaki. Von diesem Posten musste er jedoch 1988 nach kritischen Äußerungen über die Rolle des Kaisers im Zweiten Weltkrieg zurücktreten: 「天皇に戦争責任があると思う。」 (deutsch: „Ich bin der Überzeugung, dass der Kaiser eine Schuld am Krieg getragen hat.“). Diese Äußerungen brachten ihm Feindschaften ein: 1990 verübte ein Mitglied der rechtsgerichteten Gruppierung Seiki-juku (正氣塾) schließlich ein Attentat, Motoshima überlebte jedoch.
Bei den Bürgermeisterwahlen 1991 wurde er von der Kommunistischen Partei unterstützt, die selbst keinen eigenen Kandidaten zur Wahl aufstellte. Nach seiner vierten Amtszeit als Bürgermeister verlor er 1995 die Wahl gegen seinen parteiinternen Rivalen Itchō Itō. Motoshima zog sich daraufhin aus der Politik zurück.
1998 sorgte Motoshima erneut für Schlagzeilen, als er den Abwurf der Atombomben zum Ende des Zweiten Weltkrieges rechtfertigte.
Ab Februar 2007 war Motoshima an Krebs erkrankt.
Im Juli 2008 weihte er das Monument für 33 chinesische Zwangsarbeiter ein, die beim Atombombenabwurf in Nagasaki ums Leben gekommen sind.

## Bücher
- 長崎市長のことば Nagsaki shichō no kotoba, Iwanami Shoten, Tokyo 1989, ISBN 4-00-003086-8.
- Yurusu kokoro, yurusanu kokoro: Wakai sedai to kataru heiwa, genbaku, ima, mirai. Hatsubaimoto Kiri Shobō, Tokyo 1992, ISBN 4-87647-177-0.